# Marina Sheshenina
Marina Igoryevna Sheshenina (em russo:  Марина Игорьевна Шешенина; Ecaterimburgo, 26 de junho de 1985) é uma jogadora de voleibol da Rússia que competiu nos Jogos Olímpicos de 2004 e 2008.
Em 2004, ela fez parte da equipe russa que conquistou a medalha de prata no torneio olímpico, no qual atuou em oito partidas. Quatro anos depois, ela jogou em seis confrontos e finalizou na quinta colocação com o conjunto russo no campeonato olímpico de 2008.